# ایلی دانیل پوپسکو
ایلی دانیل پوپسکو (به انگلیسی: Ilie Daniel Popescu) ژیمناست زادهٔ ۱ ژوئن ۱۹۸۳ میلادی اهل کشور رومانی است.